# Győri János (labdarúgó)
Győri János (Komló, 1976. szeptember 10. –) válogatott labdarúgó, hátvéd.

## Pályafutása

### A válogatottban
2001 és 2002 között két alkalommal szerepelt a válogatottban.

## Sikerei, díjai
MTK
- Magyar bajnokság
  - bajnok: 2002–03
  - 3.: 2001–02

## Statisztika

### Mérkőzései a válogatottban
| Magyarország | Magyarország        | Magyarország         | Magyarország | Magyarország | Magyarország | Magyarország | Magyarország | Magyarország |
| #            | Dátum               | Helyszín             | Hazai        | Eredmény     | Vendég       | Kiírás       | Gólok        | Esemény      |
| ------------ | ------------------- | -------------------- | ------------ | ------------ | ------------ | ------------ | ------------ | ------------ |
| 1.           | 2001. szeptember 5. | Budapest, Népstadion | Magyarország | 0 – 2        | Románia      | vb-selejtező | -            | 63'          |
| 2.           | 2002. február 13.   | Limassol (CYP)       | Magyarország | 1 – 2        | Svájc        | barátságos   | -            | 46'          |
|              | Összesen            |                      |              | 2            | mérkőzés     |              | 0            | gól          |